# Tu Reinas
Tu Reinas é o décimo sexto álbum ao vivo da banda brasileira de música cristã contemporânea Diante do Trono. O álbum foi gravado em 6 de julho de 2013, na cidade de Juazeiro do Norte, no estado do Ceará. O CD e DVD tinha previsão para ser lançado em outubro e dezembro de 2013, mas foi alvo de inúmeros atrasos e problemas contratuais com a gravadora Som Livre, sendo lançado de forma independente em outubro de 2014.
O disco é caracterizado por várias regravações da banda, algumas faixas inéditas, incluindo a participação de Juliano Son, da banda Livres para Adorar. Os arranjos vocais ficaram a cargo do vocalista Israel Salazar. Tu Reinas recebeu avaliações, em maioria mistas e negativas da mídia especializada.

## Antecedentes
No ano anterior à gravação do Tu Reinas, o Diante do Trono lançou Creio, gravado em Manaus.
No final de 2012, Ana Paula Valadão já sentia o interesse em gravar o álbum no sertão nordestino. Ela disse que por vários meses orou, junto com seu marido, seu pai e a pastora Ezenete, para que o Senhor confirmasse se essa era Sua vontade. Além dos desafios financeiros para realizar um evento como esse, era preciso muitos outros milagres da parte do Senhor. Ao se aproximar do Congresso de Louvor, cujo tema era Adoração e Transformação, ela teve a certeza de que precisava. Muitas foram as especulações dos locais da gravação, até que no dia 18 de abril de 2013, Ana Paula Valadão compartilhou que a gravação seria na cidade cearense de Juazeiro do Norte.
No início de junho, Ana Paula escreveu um texto explicando sua experiência com um projeto de oração para uma pequena cidade no sertão brasileiro e anunciou o nome do 16º álbum do grupo: Tu reinas. No mesmo mês foi lançado o hot da gravação, desenvolvido pela Quartel Design, onde consta a apresentação do projeto, o local da gravação, a inscrição do coral, o cadastramento de caravanas, as letras das músicas, as notícias da gravação e a parte destinada à imprensa.
No dia 25 de junho de 2013, no culto Fé da Igreja Batista da Lagoinha, começando às 19:30, foi realizado o ensaio geral de Tu Reinas. Diferentemente do outros anos, o ensaio aconteceu na terça que antecede a gravação e, não no sábado como de costume. A mudança ocorreu devido a ministração do Diante do Trono na "Marcha para Jesus" em São Paulo, no próximo sábado. Durante o ensaio foram apresentadas as canções que estão no repertório do 16º CD/DVD da série "Diante do Trono".
O palco começou a ser montado no parque de eventos Padre Cícero. A decoração seria inspirado no Sertão Nordestino, retratando a simplicidade da vida sertaneja. Foram realizados alguns ensaios em Juazeiro do Norte e muitas visitas foram realizadas pelo grupo onde pessoas se converteram ao Cristianismo.
Carros de som ligados a outras religiões, anunciavam durante o dia para os habitantes de Juazeiro não participarem do evento.[carece de fontes?]
Ana Paula confirmou as participações especiais: André e Mariana Valadão na música Brasil e Juliano Son, do ministério Livres para Adorar na música "Santo". "Cantarei com meus irmãos André e Mariana Valadão, e também com o amigo querido, Juliano Son. Ele se mudou com a família para o Piauí e trabalha com a recuperação de crianças em situação de risco, além da abertura de poços no Sertão.", falou Valadão sobre as participações especiais.
A faixa "Rasga os Céus" foi apresentada primeiramente em inglês, intitulada Break Forth, e fazia parte da tour promocional do álbum em finlandês do grupo pela Finlândia, Suomi Valtaistuimen Edessä. Posteriormente, a canção foi versionada para o finlandês, e sua regravação leva o título do segundo álbum do ministério em finlandês, Läpimurto. As faixas "Exaltado" e "Santo" também integram o referido álbum. Já a canção "Águas purificadoras" foi versionada para o alemão, e é a única canção deste disco que integra o álbum Deutschland Vor Dem Thron. A canção "Tua chuva" foi adaptada para o instrumental regional para  estar na abertura do CD e DVD, mas as músicas foram realocadas na versão final, então a canção é escutada brevemente na ponte para a canção "Só o Senhor é Deus". A canção "Preciso de Ti" também estava no ensaio geral e gravação do projeto, mas foi excluída da versão final do registro audiovisual.

## Problemas com o lançamento
Em outubro de 2013, o jornalista Lauro Jardim, em sua coluna Radar On-line, no site da Veja, afirmou que o grupo mineiro, depois de quatro anos e sete álbuns, estaria querendo sair da gravadora Som Livre para lançar seu álbum em outra gravadora, mas a gravadora Som Livre não estaria de acordo com isso, fazendo com que o Diante do Trono tivesse que esperar o término do contrato que vigoraria até 2014 ou entrar na Justiça contra a Som Livre (que não é a vontade da banda).
Em agosto de 2014, a vocalista da banda, Ana Paula Valadão anunciou o lançamento de Tu Reinas de forma independente.

## Recepção da crítica
| Críticas profissionais | Críticas profissionais |
| Avaliações da crítica  | Avaliações da crítica  |
| Fonte                  | Avaliação              |
| ---------------------- | ---------------------- |
| O Propagador (DVD)     | [ 9 ]                  |
| O Propagador (CD)      | [ 4 ]                  |
| Super Gospel           | (mista)                |

Tu Reinas recebeu críticas mistas da mídia especializada. O portal O Propagador atribuiu duas estrelas de cinco para a versão em CD, enquanto a resenha do DVD foi mais favorável, atribuindo três estrelas e meio de cinco. Segundo o autor Rodrigo Berto, o principal ponto positivo do disco consiste na proposta de narrar os problemas do sertão nordestino. "O Diante do Trono, com o seu novo DVD, ainda quer ser cáustico e mordaz, ainda quer tocar e ferir, porém despido de excessos". O Super Gospel compartilha a mesma visão, destacando que "como documentário, Tu Reinas se sai como um trabalho impecável. Ao retratar o estado precário de muitos moradores do sertão nordestino, a banda retoma o olhar missionário que muitos músicos cristãos deixam de lado". No entanto, ambas as resenhas apontaram como fracos os arranjos instrumentais do álbum.

## Faixas
Aqui listam o título, compositores e duração de cada faixa contida no álbum Tu Reinas:
| N.º            | Título                           | Compositor(es)          | Vocais                                             | Duração |  |
| 1.             | "Vestes de Louvor / Isaías 40"   | Ana Paula Valadão       | Ana Paula Valadão                                  | 5:22    |  |
| 2.             | "Rei dos Reis / Cordeiro e Leão" | Ana Paula Valadão       | Ana Paula Valadão                                  | 3:40    |  |
| 3.             | "Rasga os Céus"                  | Ana Paula Valadão       | Ana Paula Valadão                                  | 5:03    |  |
| 4.             | "Tu Reinas"                      | Ana Paula Valadão       | Ana Paula Valadão                                  | 5:49    |  |
| 5.             | "Espontâneo Tu Reinas"           | Ana Paula Valadão       | Ana Paula Valadão                                  | 0:49    |  |
| 6.             | "Santo (Holy)"                   | Matt Gilman, Seth Yates | Juliano Son e Ana Paula Valadão                    | 7:47    |  |
| 7.             | "Exaltado"                       | Ana Paula Valadão       | Ana Paula Valadão e Marine Friesen                 | 7:13    |  |
| 8.             | "Coração Igual ao Teu"           | Ana Paula Valadão       | Ana Paula Valadão e Israel Salazar                 | 5:46    |  |
| 9.             | "O Cheiro das Águas"             | Ana Paula Valadão       | Ana Paula Valadão e Letícia Brandão                | 5:02    |  |
| 10.            | "Manancial"                      | Ana Paula Valadão       | Ana Paula Valadão e Amanda Cariús                  | 5:00    |  |
| 11.            | "Águas Purificadoras"            | Ana Paula Valadão       | Ana Paula Valadão                                  | 5:13    |  |
| 12.            | "Só o Senhor é Deus"             | Ana Paula Valadão       | Ana Paula Valadão                                  | 4:43    |  |
| 13.            | "Brasil"                         | Ana Paula Valadão       | Ana Paula Valadão, André Valadão e Mariana Valadão | 5:48    |  |
| 14.            | "Deus Do Recomeço"               | Ana Paula Valadão       | Ana Paula Valadão e Israel Salazar                 | 3:58    |  |
| Duração total: | Duração total:                   | Duração total:          | Duração total:                                     | 68:33   |  |

Faixas do DVD
01 Abertura
02 Vestes de Louvor/Isaías 40
03 Espontâneo Vestes de Louvor/Isaías 40
04 Rei dos Reis
05 Rásgas os céus
06 Espontâneo Rásgas os céus
07 De Belmonte(PE)para comunidade Quilonbola(PB)
08 Tu Reinas
09 Espontâneo Tu Reinas
10 Santo(Feat:Juliano Son)
11 Exaltado
12 Palavra Exaltado
13 Coração igual ao teu
14 De Manairá (PB)para Petrolina(PE)
15 O Cheiro das águas
16 Espontâneo O Cheiro das águas
17 Manancial
18 Águas Purificadoras
19 Espontâneo Só o Senhor é Deus
20 De Petrolina(PE)para Juazeiro do Norte
21 Só o Senhor é Deus
22 Brasil(Feat:André e Mariana Valadão)
23 Espontâneo Brasil(Feat:André e Mariana Valadão)
24 Deus do Recomeço

## Ficha técnica
Banda
- Ana Paula Valadão - vocais
- Israel Salazar - vocais, arranjo vocal e escaleta
- Vinícius Bruno - produção musical, sintetizadores
- Jarley Brandão - guitarras
- Marine Friesen - violão e vocais de apoio
- Daniel Friesen - baixo
- Tiago Albuquerque - bateria
- Elias Fernandes - guitarras
- Amanda Cariús - vocais
- Letícia Brandão - vocais

Músicos convidados
- Juliano Son - vocal em "Santo"
- André Valadão - vocal em "Brasil"
- Mariana Valadão - vocal em "Brasil"
- Jorge Trautman dos Santos - arranjo de "Só o Senhor é Deus" e overdubs
- Nelito - acordeon
- Rubens Darlan - zabumba
- Francisco Pereira - triângulo

Equipe técnica
- Robert Dollabela - engenharia de áudio